# Paul Kohner
Paul Kohner (29. května 1902 Teplice – 16. března 1988 Los Angeles, California) byl americký filmový agent a producent narozený v židovské, německy hovořící rodině v Teplitz-Schönau (později Teplice-Šanov, nyní Teplice). Ve 20. a 30. letech působil jako produkční ve studiu Universal; následně působil jako agent takových hvězd jako Charles Bronson, Henry Fonda, Marlene Dietrich či Greta Garbo.

## Život
V mládí začínal jako novinář ve filmovém magazínu svého otce Internationale Filmschau. V roce 1920 dělal rozhovor se zakladatelem Universal Studios Carlem Laemmle, kterého zaujal natolik, že mu nabídl práci ve Spojených státech. 

Ve dvacátých letech pracoval pro Universal Studios v New Yorku a Los Angeles v odděleních produkce, propagace a distribuce. V roce 1928 byl jmenován vedoucím evropské divize Universalu v Berlíně. V průběhu třicátých let se vrátil do Hollywoodu, kde produkoval především španělskojazyčné a koprodukční filmy.
Se svou manželkou, mexickou herečkou Lupitou Tovar, vychovali dceru Susan Kohner, která se také stala herečkou. Její synové (vnuci Paula Kohnera) jsou filmoví režiséři Chris a Paul Weitzové, známí například filmy Prci, prci, prcičky a Jak na věc. Bratrem Paula Kohnera byl Frederick Kohner, spisovatel a scenárista.

## Filmografie
- Die seltsame Vergangenheit der Thea Carter (1929)
- Durchs Brandenburger Tor (1929)
- Frühlingsrauschen (1929)
- Ludwig II, King of Bavaria (1929)
- Drácula (1931)
- East of Borneo (1931)
- A House Divided (1931)
- The Rebel (1932)
- S.O.S. Iceberg (1932/1933)
- The Prodigal Son (1934)
- Erich von Stroheim - Der Mann mit dem bösen Blick (1978/1979)
- Fast ein Jahrhundert - Luis Trenker (1986)
- Wer war Arnold Fanck? (1989)